# 南美拉祜族乡
南美拉祜族乡是中华人民共和国云南省临沧市临翔区下辖的一个民族乡。

## 行政区划
南美拉祜族乡下辖以下村级行政区划单位：
南美村、多依村、南华村和坡脚村。

## 中国传统村落
2013年8月，南美村委会南楞田自然村被评为第二批中国传统村落。